# A is for Answers
«A is for Answers», titulado en español «A de respuestas», es el nombre del último episodio de la cuarta temporada de la serie de televisión de suspenso estadounidense de ABC Family, Pretty Little Liars. Fue estrenado el 18 de marzo de 2014 siendo el número 95 de toda la serie. 
En este capítulo, las chicas se reúnen con Alison en Filadelfia y conocen parte de lo que pasó la noche que desapareció. Mientras tanto, los padres de las chicas buscan por ellas, ya que la policía interroga a toda la familia Hastings, ya que Spencer podría ser quien mató a la chica que está en la tumba de Alison. 
«A is for Answers» fue visto por 3.12 millones de espectadores, aumentado la marca respecto al capítulo anterior, y obtuvo 1.3 de audiencia en el rango de adultos 18–49 años, según Nielsen Ratings. A su vez, generó 1.45 millones de tuits durante la emisión, convirtiéndose en el episodio más tuiteado del 2014, y el cuarto evento televisivo con más tuits de la historia.

## Argumento

### Presente
Aria, Emily, Hanna, y Spencer son llevadas a un escondite por Noel, donde se encuentran por segunda vez con Alison. Alison comienza a contar sobre la noche que desapareció, y revela que ella había estado enfrentando a todos sus "A" sospechosos esa noche. Mientras tanto, Noel le da un pasaje de avión y dinero para que huya de la ciudad. Alison también cuenta cuando conoce a Ezra y confirma a las chicas que Spencer no le hizo daño. Después de contarles lo que sucedió esa noche, todas las chicas son atacadas por lo que parece ser "A" y corren hasta el techo. En ese momento, Ezra aparece justo cuando "A" llega a ellos y afirma saber quién es "A" pero "A" no parece importarle. Él y "A" lucha por el arma, que se deja caer en la lucha. Hanna la levanta y amenaza a la persona enmascarada a punta de pistola para quitarse la máscara. Sin embargo, "A" , salta al siguiente edificio y sale a través de una puerta. Las chicas horrorizadas luego encuentran que "A" logró disparar a Ezra en el estómago, por lo que piden ayuda.
De vuelta en Rosewood, CeCe es detenida por el detective Holbrook, y se la interroga sobre el asesinato de Wilden. Ella confiesa que sabe quién mató a la chica que está en la tumba de Alison y que Alison todavía está viva. La policía es enviada a la residencia de Hastings para recoger pistas para su investigación. Mientras tanto, Veronica, está en el teléfono con Ashley y Ella tratando de averiguar a dónde están las chicas. El agente Holbrook trae a Veronica y Melissa, que acaba de regresar de Londres después de que —según ella Toby— le contó sobre la recaída de Spencer, al precinto donde interroga a la familia, incluyendo a Peter, por separado sobre la adicción de Spencer durante el verano. Jessica también fue a la comisaría para obtener más información sobre el paradero de Alison, mientras que Peter se acercó para recordarle sobre un acuerdo que tienen. Melissa y Peter discuten más adelante la investigación, durante el cual Melissa revela que ella sabe quién mató a la muchacha en la tumba de Alison. Más tarde esa noche, Jessica es enterrada en el patio trasero de Hastings por "A".

### Dos años antes
Alison se esconde en la habitación de Ian, en Hilton Head, escuchando a éste y Melissa peleando. Después de oír que «ella no significaba nada para él», entra en su computadora y copia sus videos en una unidad flash. Armada con nueva evidencia, Alison visita a Jenna y la chantajea con el video de ella y Toby, pensando que podría ser "A". Cuando recibe otro mensaje de A, decide hacer un plan para exponer a A. Antes de salir para la fiesta, toma algunas pastillas del bolso de su madre. Se reúne con las chicas en el establo de Spencer y coloca las pastillas en el vaso, como una manera de eliminar a más sospechosos (escena que retrotae al primer episodio de la serie, «Pilot»). Luego se reúne con Toby, que quería agradecerle por liberarlo del chantaje de Jenna. Después, Ezra se acerca a su lugar para confrontarla por sus mentiras. Ella, lo deja con un beso y se encuentra con Ian en la Roca de los Besos. Allí, ella lo amenaza con los videos de su computadora y le advierte que los videos «podrían traer a todos abajo».
Ella regresa al granero, y encuentra a Spencer enojada, esperando por ella. Alison le dice a Spencer que no diga nada al respecto, pero Spencer no escuchará y permanecerá en guardia. Durante el enfrentamiento, Spencer deja caer sus píldoras, y Alison descubre lo que son, y que es el hábito de Spencer y después de escuchar las súplicas, promete mantener su secreto. Ella le dice a Spencer que regrese al establo y duerma. Después de reunirse con Byron, sobre las cintas de su relación con Meredith, regresó al granero y no recibió ningún otro mensaje de texto.
Alison regresa a su casa, y ve a su madre mirando a través de la ventana, justo antes de ser golpeada por detrás. Minutos más tarde se despierta, y es su madre quien está enterrándola en el patio trasero. La señora Grunwald la sacó y la llevaron al hospital, pero huyó en un descuido. Ella es descubierta por Mona caminando por las calles cubierta de tierra y sangre. Mona la lleva al motel Lost Woods Resort, donde limpia a Alison y le da la idea de fingir su muerte y dejar Rosewood. Después de poner a Alison a dormir, Mona va a su habitación y juega con sus muñecas. A la mañana siguiente, Alison le da las gracias dándole el nombre de su estilista, diciéndole «No tienes que ser una perdedora». Ella deja el motel en la mañana y más tarde descubre que había sido engañada por Mona.

## Producción
«A is for Answers» fue escrito y dirigido por I. Marlene King, sirviendo como su cuarto crédito de escritura y segundo crédito de dirección para la temporada. El episodio también sirve como el tercer crédito dirigido por King para la serie total. La lectura para el episodio comenzó el 21 de octubre de 2013. El rodaje para el episodio comenzó el día siguiente, el 22 de octubre, y concluyó el 2 de noviembre de 2013. El 23 de octubre de 2013, Torrey DeVitto, quien retrata a la hermana de Spencer, Melissa Hastings, confirmó su aparición en el episodio vía Twitter. En el episodio aparece Ryan Merriman, quien interpreta al difunto esposo de Melissa, Ian Thomas, que marca su primer episodio desde el episodio de la segunda temporada «The Blond Lider the Blind». Otros actores recurrentes en este episodio incluyen a Brant Daugherty como Noel Kahn, Sean Faris como Detective Gabe Holbrook, Lesley Fera como Veronica Hastings, Chad Lowe como Byron Montgomery, Nolan North como Peter Hastings, Andrea Parker como Jessica DiLaurentis, Vanessa Ray como CeCe Drake y Jim Titus como Barry Maple.

## Recepción

### Índice de audiencia
El capítulo se estrenó en ABC Family el 18 de marzo de 2014. Fue visto por 3.12 millones de espectadores y obtuvo 1.3 de audiencia en el rango de adultos 18–49 años, según Nielsen Ratings. Fue el episodio más visto desde la emisión del décimo cuarto capítulo de la temporada cuatro «Who's in the Box?», y el episodio más alto de la temporada detrás de «Grave New World». El episodio fue el número 95 consecutivo número uno para la serie en las mujeres de 12 a 34 años de edad con un promedio de 4.0 (que se traduce como 1,8 millones de espectadores), así como el 50 número número uno en las mujeres 18-49 demográfica con una media de 2.3 (2,3 millones de espectadores). El episodio también generó más de 1,45 millones de tuits, convirtiéndose en la transmisión más tuiteada en 2014, el segundo episodio más tuiteado de la serie, detrás de la final de verano «Now You See Me, Now You Do not», y el cuarto en la historia de la televisión mundial.

### Crítica
Autumne Montague de TVOvermind dio una revisión positiva del episodio, llamándolo «un final satisfactorio y sorprendente» y se alegró de que el episodio dio una cronología de los eventos de la noche que Alison desapareció. Montague también alabó al personaje de Pieterse por su autoconciencia de haber admitido que no era una buena amiga, calificándolo de «refrescante de una chica que en flashbacks parecía simplemente absorta». También destacó cómo ayudó a Spencer a aceptar lo ocurrido esa noche a pesar de su relación. Steve Helmer de Yahoo! Voices dio una revisión positiva del episodio, escribiendo «Me decepcionó un poco cuando esa máscara no se eliminó. Pero, el episodio hizo un buen trabajo de responder a suficientes preguntas para traer algún cierre a las viejas historias»; Jessica Goldstein de Buitre dio AL episodio 4 de 5 estrellas.
Caroline Preece de Den of Geek escribió una crítica mixta para el episodio, destacando los flashbacks como «un resumen decente de todo lo que hemos aprendido anteriormente sobre esa noche,» pero en última instancia consideró el final como «Terminó en la cuarta temporada en una nota frustrante». Preece añadió: «Haciendo caso omiso a retroceder a lo que ha pasado desde la revelación de EzrA, la segunda mitad de la temporada fue más fuerte que el show ha sido en un tiempo, pero con promesas no entregadas y respuestas satisfactorias cayó como arenques rojos con frecuencia alarmante. Es difícil no asumir que los escritores lo están inventando a medida que avanzan en este punto». Nick Campbell de TV.com le dio una revisión negativa, diciendo «Fue decepcionante ver un final tan débil a un Episodio que fue creado esencialmente para el servicio de ventilador.Sé que mucha gente se sentirá engañada porque A no fue desenmascarada, pero el episodio estaba verdaderamente dedicado a proporcionar aclaraciones, si no respuestas, a muchas preguntas. Aclaró la línea de tiempo y ayudó a reducir el campo en cuanto a quién es A. El problema con un espectáculo como este es que hay una impaciencia general con conocer las respuestas, y que la frustración a menudo se confunde con un malestar acerca de la serie en general. Little Liars no es perfecto. Dios nos ayude, podemos enumerar los problemas reales de la serie durante horas. Pero cómo revela el principio básico del espectáculo no es uno de ellos. Algún día, Pretty Little Liars llegará al punto como Bones o Chuck hizo, donde el concepto de serie principal se desgastará tanto que A tendrá que ser desenmascarado porque esa premisa envejece. Pero no sólo ahora».